# Shin Asahina
Shin Asahina (朝比奈 伸 Asahina Shin?, nacido el 20 de agosto de 1976 en Shizuoka) es un exfutbolista japonés. Jugaba de defensa y su último club fue el TDK de Japón.

## Trayectoria

### Clubes
| Club            | País  | Año         |
| --------------- | ----- | ----------- |
| Gamba Osaka     | Japón | 1999 - 2002 |
| Sagan Tosu      | Japón | 2003 - 2004 |
| Rosso Kumamoto  | Japón | 2005 - 2006 |
| Banditonce Kobe | Japón | 2007        |
| TDK             | Japón | 2008 - 2009 |